# Dyskografia Jimiego Hendriksa (pośmiertna)
Jimi Hendrix (1942–1970) był amerykańskim gitarzystą którego kariera trwała od 1962 do 1970 roku. Jego pośmiertna dyskografia obejmuje nagrania które ukazały się po 18 września 1970 roku. Hendrix pozostawił po sobie wiele utworów w różnych stadiach zaawansowania. Ten materiał, razem z reedycjami płyt, wydanych za jego życia, ukazywał się przez lata w wielu różnych formach, wyprodukowany przez różnych producentów i wytwórnie płytowe. Odkąd Experience Hendrix, rodzinna firma spadkobierców artysty przejęła kontrolę nad jego katalogiem w 1995, ponad 15 albumów Hendrixa zajęło miejsca na Billboard 200. Kilka z nich znalazło się na listach w ponad 18 krajach na całym świecie.
Tuż przed śmiercią Hendrix pracował nad swoim czwartym albumem studyjnym. Zbierał materiał na podwójny LP, robił też szkice jego setlisty. Jednak tylko sześć piosenek było bliskich ukończenia a dodatkowe dwadzieścia lub więcej w różnych fazach tworzenia. Pierwszą próbą prezentacji czwartego albumu Hendrixa był pojedynczy LP zatytułowany The Cry of Love, wydany w 1971 roku zajął 3. miejsce w notowaniach Billboard's. Druga próba nazwana Voodoo Soup, z częściowo innymi piosenkami i nowym miksem została wydana w 1995 roku i zajęła 66. miejsce w notowaniu Amerykańskiego Billboard 200.
W 1997 Experience Hendrix odtworzyło oryginalne miksy i dodało kilka piosenek do trzeciego wydawnictwa: podwójnego albumu First Rays of the New Rising Sun, pierwszego z zaproponowanych przez Hendrixa tytułów zajął on 49. miejsce.
Dodatkowo oprócz utworów planowanych na czwarty album, wydano wiele dem, outtake/alternatywnych wersji i jamów. Albumy koncertowe i kompilacje koncentrowały się na różnych aspektach działalności Hendrixa. Od 1970 do 1992, jego wytwórnia płytowa Reprise Records w USA i Track Records/Polydor Records w Wielkiej Brytanii nadal kontrolowały jego nagrania.
W 1992 MCA Records przejęło je w czasie kolejnej kadencji kontrowersyjnego producenta Alana Douglasa. Od 2010 Sony Music BMG/Legacy Recordings zajmuje się dystrybucją wydawnictw produkowanych przez Experience Hendrix
Oprócz legalnych wydań, przez lata ukazało się wiele bootlegów i czarnorynkowych albumów. Wiele z nich było wielokrotnie wydawanych pod różnymi tytułami, w innych opakowaniach i z innymi nazwami piosenek. Niektóre przedstawiające udział Hendrixa w nagraniu okazały się fakem. By sprostać zapotrzebowaniu w 1998 roku założono Dagger Records, wydające „oficjalne bootlegi”, albumy które nie spełniają technicznych standardów nagrań przeznaczonych do mainstreamowej dystrybucji. Zawierają zarówno koncerty, jak i nagrania demo i sesje z różnych etapów kariery artysty
W swojej krótkiej karierze muzyka Jimi Hendrix wydał tylko 4 albumy (w tym jeden koncertowy), i pozostawił po sobie ok. 300 niewydanych piosenek. Po jego śmierci ukazało się 80 – 100 albumów, oraz około 500 bootlegów.

## Albumy studyjne
| Rok                                                         | Szczegóły                                                                    | Szczegóły                                                                   | Notowania | Notowania | Notowania | Certyfikacja (wg sprzedanych płyt) |
| Rok                                                         | Szczegóły                                                                    | Szczegóły                                                                   | USA       | UK        | Inne      | Certyfikacja (wg sprzedanych płyt) |
| Rok                                                         | USA                                                                          | Wielka Brytania                                                             | USA       | UK        | Inne      | Certyfikacja (wg sprzedanych płyt) |
| ----------------------------------------------------------- | ---------------------------------------------------------------------------- | --------------------------------------------------------------------------- | --------- | --------- | --------- | ---------------------------------- |
| 1971                                                        | The Cry of Love                                                              | The Cry of Love                                                             | 3         | 2         | [ 29 ]    | - USA: Platyna                     |
| 1971                                                        | - Wydany: 5 marca 1971 - Wytwórnia: Reprise (MS 2034) - Format: LP           | - Wydany: 5 marca 1971 - Wytwórnia: Track (2408 101) - Format: LP           | 3         | 2         | [ 29 ]    | - USA: Platyna                     |
| 1971                                                        | Rainbow Bridge                                                               | Rainbow Bridge                                                              | 15        | 16        | [ 33 ]    | - USA: Złoto                       |
| 1971                                                        | - Wydany: październik 1971 - Wytwórnia: Reprise (MS 2040) - Format: LP       | - Wydany: listopad 1971 - Wytwórnia: Reprise (K44159) - Format: LP          | 15        | 16        | [ 33 ]    | - USA: Złoto                       |
| 1972                                                        | War Heroes                                                                   | War Heroes                                                                  | 48        | 23        | [ 35 ]    |                                    |
| 1972                                                        | - Wydany: grudzień 1972 - Wytwórnia: Reprise (MS 2103) - Format: LP          | - Wydany: 1 października, 1972 - Wytwórnia: Polydor (2302 020) - Format: LP | 48        | 23        | [ 35 ]    |                                    |
| 1974                                                        | Loose Ends                                                                   | Loose Ends                                                                  | –         | –         | –         |                                    |
| 1974                                                        | Niewydany                                                                    | - Wydany: luty 1974 - Wytwórnia: Polydor (2310 301) - Format: LP            | –         | –         | –         |                                    |
| 1975                                                        | Crash Landing                                                                | Crash Landing                                                               | 5         | 35        | [ 38 ]    | - USA: Złoto                       |
| 1975                                                        | - Wydany: marzec 1975 - Wytwórnia: Reprise (MS 2204) - Format: LP            | - Wydany: sierpień 1975 - Wytwórnia: Polydor (2310 398) - Format: LP        | 5         | 35        | [ 38 ]    | - USA: Złoto                       |
| 1975                                                        | Midnight Lightning                                                           | Midnight Lightning                                                          | 43        | 46        | –         |                                    |
| 1975                                                        | - Wydany: listopad 1975 - Wytwórnia: Reprise (MS 2229) - Format: LP          | - Wydany: listopad 1975 - Wytwórnia: Polydor (2310 415) - Format: LP        | 43        | 46        | –         |                                    |
| 1980                                                        | Nine to the Universe                                                         | Nine to the Universe                                                        | 127       | –         | –         |                                    |
| 1980                                                        | - Wydany: marzec 1980 - Wytwórnia: Reprise (HS 2299) - Format: LP            | - Wydany: czerwiec 1980 - Wytwórnia: Polydor (2344 155) - Format: LP        | 127       | –         | –         |                                    |
| 1995                                                        | Voodoo Soup                                                                  | Voodoo Soup                                                                 | 66        | –         | –         |                                    |
| 1995                                                        | - Wydany: 1 kwietnia 1995 - Wytwórnia: MCA (MCAD-11236) - Format: CD         | - Wydany maj 1995 - Wytwórnia: MCA Format: CD, kaseta                       | 66        | –         | –         |                                    |
| 1997                                                        | First Rays of the New Rising Sun                                             | First Rays of the New Rising Sun                                            | 49        | 37        | [ 42 ]    |                                    |
| 1997                                                        | - Wydany: 22 kwietnia 1997 - Wytwórnia: MCA (11599) - Format: CD, LP         | - Wydany: 22 kwietnia 1997 - Wytwórnia: MCA - Format: CD, LP                | 49        | 37        | [ 42 ]    |                                    |
| 1997                                                        | South Saturn Delta                                                           | South Saturn Delta                                                          | 51        | –         | [ 43 ]    |                                    |
| 1997                                                        | - Wydany: 7 października 1997 - Wytwórnia: MCA (11684) - Formats: CD, LP     | - Wydany: 7 października 1997 - Wytwórnia: MCA - Format: CD, LP             | 51        | –         | [ 43 ]    |                                    |
| 2010                                                        | Valleys of Neptune                                                           | Valleys of Neptune                                                          | 4         | 21        | [ 45 ]    |                                    |
| 2010                                                        | - Wydany: 9 marca 2010 - Wytwórnia: Legacy (88697 64056-2) - Format: CD, 2LP | - Wydany: 8 marca 2010 - Wytwórnia: Sony - Format: CD                       | 4         | 21        | [ 45 ]    |                                    |
| 2013                                                        | People, Hell and Angels                                                      | People, Hell and Angels                                                     | 2         | 30        | [ 47 ]    |                                    |
| 2013                                                        | - Wydany: 5 marca 2013 - Wytwórnia: Legacy (88765418982) - Format: CD, LP    | - Wydany: 4 marca 2013 - Wytwórnia: Sony - Format: CD                       | 2         | 30        | [ 47 ]    |                                    |
| 2018                                                        | Both Sides of the Sky                                                        | Both Sides of the Sky                                                       | 8         | 8         |           |                                    |
| 2018                                                        | - Wydany: 9 marca 2018 - Wytwórnia: Legacy (19075814192) - Format: CD, 2LP   | - Wydany: 9 marca 2018 - Wytwórnia: Sony - Format: CD, 2LP                  | 8         | 8         |           |                                    |
| „–” oznacza że album nie był notowany/wydany w danym kraju. |                                                                              |                                                                             |           |           |           |                                    |

## Albumy koncertowe
| Rok                                                         | Szczegóły                                                                                     | Szczegóły                                                                           | Notowania | Notowania | Notowania | Certyfikacja (wg sprzedaży) |
| Rok                                                         | Szczegóły                                                                                     | Szczegóły                                                                           | USA       | UK        | Inne      | Certyfikacja (wg sprzedaży) |
| Rok                                                         | USA                                                                                           | Wielka Brytania                                                                     | USA       | UK        | Inne      | Certyfikacja (wg sprzedaży) |
| ----------------------------------------------------------- | --------------------------------------------------------------------------------------------- | ----------------------------------------------------------------------------------- | --------- | --------- | --------- | --------------------------- |
| 1971                                                        | Woodstock 2                                                                                   | Woodstock 2                                                                         | 8         | –         | –         | - USA: Złoto                |
| 1971                                                        | - Wydany: kwiecień 1971 - Wytwórnia: Cotillion (SD 2-400) - Format: 2LP                       | - Wydany: kwiecień 1971 - Wytwórnia: Atlantic (K600002) - Format: 2LP               | 8         | –         | –         | - USA: Złoto                |
| 1971                                                        | Experience                                                                                    | Experience                                                                          | –         | 9         | [ 53 ]    |                             |
| 1971                                                        | Niewydany                                                                                     | - Wydany: sierpień 1971 - Wytwórnia: Ember (NR 5057) - Format: LP                   | –         | 9         | [ 53 ]    |                             |
| 1971                                                        | The First Great Rock Festivals of the Seventies: Isle of Wight/Atlanta Pop Festival           | The First Great Rock Festivals of the Seventies: Isle of Wight/Atlanta Pop Festival | 47        | –         | –         |                             |
| 1971                                                        | - Wydany: wrzesień 1971 - Wytwórnia: Columbia (G3X 30805) - Format: 3LP                       | - Wydany: październik 1971 - Wytwórnia: CBS (S 66311) - Format: 3LP                 | 47        | –         | –         |                             |
| 1971                                                        | Isle of Wight                                                                                 | Isle of Wight                                                                       | –         | 17        | [ 57 ]    |                             |
| 1971                                                        | Niewydany                                                                                     | - Wydany: listopad 1971 - Wytwórnia: Polydor (2302 016) - Format: LP                | –         | 17        | [ 57 ]    |                             |
| 1972                                                        | Hendrix in the West                                                                           | Hendrix in the West                                                                 | 12        | 7         | [ 59 ]    | - USA: Złoto                |
| 1972                                                        | - Wydany: luty 1972 - Wytwórnia: Reprise (MS 2049) - Format: LP                               | - Wydany: styczeń 1972 - Wytwórnia: Polydor (2302 018) - Format: LP                 | 12        | 7         | [ 59 ]    | - USA: Złoto                |
| 1972                                                        | More Experience                                                                               | More Experience                                                                     | –         | –         | –         |                             |
| 1972                                                        | Niewydany                                                                                     | - Wydany: marzec 1972 - Wytwórnia: Ember (NR 5061) - Format: LP                     | –         | –         | –         |                             |
| 1982                                                        | The Jimi Hendrix Concerts                                                                     | The Jimi Hendrix Concerts                                                           | 79        | 16        | [ 61 ]    |                             |
| 1982                                                        | - Wydany: sierpień 1982 - Wytwórnia: Reprise (MS 2306-1) - Format: 2LP, kaseta                | - Wydany: sierpień 1982 - Label: CBS (88592) - Format: 2LP, kaseta                  | 79        | 16        | [ 61 ]    |                             |
| 1986                                                        | Jimi Plays Monterey                                                                           | Jimi Plays Monterey                                                                 | 192       | –         | [ 63 ]    |                             |
| 1986                                                        | - Wydany: luty 1986 - Wytwórnia: Reprise (25358-1) - Format: CD, LP, kaseta                   | Niewydany                                                                           | 192       | –         | [ 63 ]    |                             |
| 1986                                                        | Johnny B. Goode                                                                               | Johnny B. Goode                                                                     | –         | –         | –         |                             |
| 1986                                                        | - Wydany: czerwiec 1986 - Wytwórnia: Capitol (MLP 15022) - Format: LP, kaseta                 | - Wydany: 1986 - Wytwórnia: Capitol/EMI (FA 3160) - Format: LP, kaseta              | –         | –         | –         |                             |
| 1986                                                        | Band of Gypsys 2                                                                              | Band of Gypsys 2                                                                    | –         | –         | [ 66 ]    |                             |
| 1986                                                        | - Wydany: październik 1986 - Wytwórnia: Capitol (SJ-12416) - Format: LP, kaseta               | Niewydany                                                                           | –         | –         | [ 66 ]    |                             |
| 1987                                                        | Live at Winterland                                                                            | Live at Winterland                                                                  | –         | –         | [ 68 ]    |                             |
| 1987                                                        | - Wydany: maj 1987 - Wytwórnia: Rykodisc (RCD 0038) - Format: CD, 2LP                         | Niewydany                                                                           | –         | –         | [ 68 ]    |                             |
| 1988                                                        | Radio One                                                                                     | Radio One                                                                           | 119       | 30        | [ 70 ]    | - UK: Srebro                |
| 1988                                                        | - Wydany: listopad 1988 - Wytwórnia: Rykodisc (RCD 20078) - Format: CD, 2LP                   | - Wydany: 1 lutego 1989 - Wytwórnia: Castle (CCSCD 212) - Format: CD, 2LP           | 119       | 30        | [ 70 ]    | - UK: Srebro                |
| 1989                                                        | Live & Unreleased: The Radio Show                                                             | Live & Unreleased: The Radio Show                                                   | –         | –         | –         |                             |
| 1989                                                        | Niewydany                                                                                     | - Wydany: 20 listopada 1989 - Wytwórnia: Castle (HB 100) - Format: Box set 3CD, 5LP | –         | –         | –         |                             |
| 1991                                                        | Stages                                                                                        | Stages                                                                              | –         | –         | –         |                             |
| 1991                                                        | - Wydany: 14 listopada 1991 - Wytwórnia: Reprise (9 26732-2) - Format: Box set 4CD            | - Wydany: luty 1992 - Wytwórnia: Polydor (511 763-2) - Format: Box set 4CD          | –         | –         | –         |                             |
| 1991                                                        | Live Isle of Wight ’70                                                                        | Live Isle of Wight ’70                                                              | –         | –         | [ 75 ]    |                             |
| 1991                                                        | Niewydany                                                                                     | - Wydany: 1991 - Wytwórnia: Polydor 847 236-2 - Format: CD, LP                      | –         | –         | [ 75 ]    |                             |
| 1994                                                        | Woodstock                                                                                     | Woodstock                                                                           | 37        | 32        | [ 76 ]    |                             |
| 1994                                                        | - Wydany: 20 sierpnia 1994 - Wytwórnia: MCA (MCAD-11603) - Format: CD                         | - Wydany: 1994 - Wytwórnia: Polydor (523 384-2) - Format: CD                        | 37        | 32        | [ 76 ]    |                             |
| 1996                                                        | Message to Love: The Isle of Wight Festival 1970                                              | Message to Love: The Isle of Wight Festival 1970                                    | –         | –         | –         |                             |
| 1996                                                        | - Wydany: 29 października 1996 - Wytwórnia: Legacy (C2K 65058) - Format: 2CD                  | - Wydano: 1996 - Wytwórnia: Castle (EDF CD 327) - Format: 2CD                       | –         | –         | –         |                             |
| 1998                                                        | BBC Sessions                                                                                  | BBC Sessions                                                                        | 50        | 42        | [ 79 ]    | - USA: Złoto - UK: Srebro   |
| 1998                                                        | - Wydany: 2 czerwca 1998 - Wytwórnia: MCA (MCAD 2-11742) - Format: 2CD, 3LP                   | - Wydany: 1 czerwca 1998 - Wytwórnia: MCA (MCD 11742) - Format: 2CD                 | 50        | 42        | [ 79 ]    | - USA: Złoto - UK: Srebro   |
| 1999                                                        | Live at the Fillmore East                                                                     | Live at the Fillmore East                                                           | 65        | –         | [ 80 ]    |                             |
| 1999                                                        | - Wydany: 23 lutego 1999 - Wytwórnia: MCA (MCAD2-11931) - Format: 2CD, 3LP                    | - Wydany: 1999 - Wytwórnia: MCA (MCD-11931/111 931-2) - Format: 2CD                 | 65        | –         | [ 80 ]    |                             |
| 1999                                                        | Live at Woodstock                                                                             | Live at Woodstock                                                                   | 90        | –         | –         | - USA: Złoto                |
| 1999                                                        | - Wydany: 7 lipca 1999 - Wytwórnia: MCA (MCAD2-11987) - Format: 2CD, 3LP                      | - Wydany: 1999 - Wytwórnia: MCA (MCD 11987/111 987-2) - Format: 2CD                 | 90        | –         | –         | - USA: Złoto                |
| 2002                                                        | Blue Wild Angel: Live at the Isle of Wight                                                    | Blue Wild Angel: Live at the Isle of Wight                                          | 200       | –         | [ 81 ]    |                             |
| 2002                                                        | - Wydany: 12 listopada 2002 - Wytwórnia: MCA (088 113 087-2) - Format: 2CD, 3LP               | - Wydany: 2002 - Wytwórnia: MCA (113 086-2) - Format: 2CD                           | 200       | –         | [ 81 ]    |                             |
| 2003                                                        | Live at Berkeley                                                                              | Live at Berkeley                                                                    | 191       | –         | [ 82 ]    |                             |
| 2003                                                        | - Wydany: 16 września 2003 - Wytwórnia: MCA - Format: CD, LP                                  | - Wydany: 2003 - Wytwórnia: MCA - Format: CD                                        | 191       | –         | [ 82 ]    |                             |
| 2007                                                        | Live at Monterey                                                                              | Live at Monterey                                                                    | 123       | –         | –         |                             |
| 2007                                                        | - Wydany: 16 października 2007 - Wytwórnia: MCA - Format: CD, LP                              | - Wydany: 2007 - Wytwórnia: MCA - Format: CD                                        | 123       | –         | –         |                             |
| 2011                                                        | Winterland                                                                                    | Winterland                                                                          | 49        | –         | [ 85 ]    |                             |
| 2011                                                        | - Wydany: 13 września 2011 - Wytwórnia: Legacy - Format: Box set 4CD, 8LP, 5CD, CD            | - Wydany: 2011 - Wytwórnia: Sony - Format: CD                                       | 49        | –         | [ 85 ]    |                             |
| 2013                                                        | Miami Pop Festival                                                                            | Miami Pop Festival                                                                  | 39        | –         | [ 87 ]    |                             |
| 2013                                                        | - Wydany: 5 listopada 2013 - Wytwórnia: Legacy (B00F031X62) - Format: CD, 2LP                 | - Wydany: 2013 - Wytwórnia: Sony - Format: CD                                       | 39        | –         | [ 87 ]    |                             |
| 2015                                                        | Freedom: Atlanta Pop Festival                                                                 | Freedom: Atlanta Pop Festival                                                       | 63        | 87        | –         |                             |
| 2015                                                        | - Wydany: 28 sierpnia 2015 - Wytwórnia: Legacy - Format: 2CD, 2LP                             | - Wydany: 2015 - Wytwórnia: - Format:                                               | 63        | 87        | –         |                             |
| 2016                                                        | Machine Gun: The Fillmore East First Show                                                     | Machine Gun: The Fillmore East First Show                                           | 66        | 80        | –         |                             |
| 2016                                                        | - Wydany: 30 września 2016 - Wytwórnia: Legacy - Format: CD, 2LP, SACD                        | - Wydany: 2016 - Wytwórnia: - Format:                                               | 66        | 80        | –         |                             |
| 2019                                                        | Songs for Groovy Children: The Fillmore East Concerts                                         | Songs for Groovy Children: The Fillmore East Concerts                               | –         | –         | [ 91 ]    |                             |
| 2019                                                        | - Wydany: 22 listopada 2019 (CD), 13 grudnia 2019 (LP) - Wytwórnia: Legacy - Format: 5CD, 8LP | - Wydany: 2019 - Wytwórnia: - Format:                                               | –         | –         | [ 91 ]    |                             |
| 2020                                                        | Live in Maui                                                                                  | Live in Maui                                                                        | 155       | –         | –         |                             |
| 2020                                                        | - Wydany: 20 listopada 2020 - Wytwórnia: Legacy - Format: 2CD, 3LP                            | - Wydany: 2020 - Wytwórnia: - Format:                                               | 155       | –         | –         |                             |
| „–” oznacza że album nie był notowany/wydany w danym kraju. |                                                                                               |                                                                                     |           |           |           |                             |

## Soundtracki
| Rok                                                         | Szczegóły                                                           | Szczegóły                                                           | Notowania | Notowania | Notowania | Certyfikacja (wg sprzedaży) |
| Rok                                                         | Szczegóły                                                           | Szczegóły                                                           | USA       | UK        | Inne      | Certyfikacja (wg sprzedaży) |
| Rok                                                         | USA                                                                 | Wielka Brytania                                                     | USA       | UK        | Inne      | Certyfikacja (wg sprzedaży) |
| ----------------------------------------------------------- | ------------------------------------------------------------------- | ------------------------------------------------------------------- | --------- | --------- | --------- | --------------------------- |
| 1973                                                        | Soundtrack Recordings from the Film Jimi Hendrix                    | Soundtrack Recordings from the Film Jimi Hendrix                    | 89        | 37        | [ 94 ]    |                             |
| 1973                                                        | - Wydany: lipiec 1973 - Wytwórnia: Reprise (2RS 6481) - Format: 2LP | - Wydany: 14 czerwca 1973 - Label: Reprise (K 64017) - Format: 2LP  | 89        | 37        | [ 94 ]    |                             |
| 1975                                                        | Musique Originale du Film Jimi Plays Berkeley                       | Musique Originale du Film Jimi Plays Berkeley                       | –         | –         | –         |                             |
| 1975                                                        | Niewydany                                                           | - Wydany: 1975 (Francja) - Wytwórnia: Barclay (80.555) - Format: LP | –         | –         | –         |                             |
| „–” oznacza że album nie był notowany/wydany w danym kraju. |                                                                     |                                                                     |           |           |           |                             |

## Kompilacje i antologie
| Rok                                                         | Szczegóły                                                                                          | Szczegóły                                                                      | Notowania | Notowania | Notowania | Certyfikacja (wg sprzedaży)                     |
| Rok                                                         | Szczegóły                                                                                          | Szczegóły                                                                      | USA       | UK        | Inne      | Certyfikacja (wg sprzedaży)                     |
| Rok                                                         | USA                                                                                                | Wielka Brytania                                                                | USA       | UK        | Inne      | Certyfikacja (wg sprzedaży)                     |
| ----------------------------------------------------------- | -------------------------------------------------------------------------------------------------- | ------------------------------------------------------------------------------ | --------- | --------- | --------- | ----------------------------------------------- |
| 1975                                                        | Re-Experienced                                                                                     | Re-Experienced                                                                 | –         | –         | –         |                                                 |
| 1975                                                        | Niewydany                                                                                          | - Wydany: 1975 (Holandia) - Wytwórnia: Polydor (2679036) - Format: 2LP         | –         | –         | –         |                                                 |
| 1978                                                        | The Essential Jimi Hendrix                                                                         | The Essential Jimi Hendrix                                                     | 114       | –         | –         |                                                 |
| 1978                                                        | - Wydany: lipiec 1978 - Wytwórnia: Reprise (2RS 2245) - Format: 2LP                                | - Wydany: 1978 - Wytwórnia: Polydor (2612 034) - Format: 2LP                   | 114       | –         | –         |                                                 |
| 1979                                                        | The Essential Jimi Hendrix Volume Two                                                              | The Essential Jimi Hendrix Volume Two                                          | 156       | –         | –         |                                                 |
| 1979                                                        | - Wydany: lipiec 1979 - Wytwórnia: Reprise (2RS 2293) - Format: LP                                 | - Wydany: styczeń 1981 - Wytwórnia: Polydor (2311 014) - Format: LP            | 156       | –         | –         |                                                 |
| 1981                                                        | Stone Free                                                                                         | Stone Free                                                                     | –         | –         | –         |                                                 |
| 1981                                                        | Niewydany                                                                                          | - Wydany: 1981 - Wytwórnia: Polydor - Format: LP                               | –         | –         | –         |                                                 |
| 1983                                                        | The Singles Album                                                                                  | The Singles Album                                                              | –         | 77        | –         |                                                 |
| 1983                                                        | Niewydany                                                                                          | - Wydany: luty 1983 - Wytwórnia: Polydor (PODV 6) - Format: 2LP                | –         | 77        | –         |                                                 |
| 1984                                                        | Kiss the Sky                                                                                       | Kiss the Sky                                                                   | 157       | –         | –         |                                                 |
| 1984                                                        | - Wydany: październik 1984 - Wytwórnia: Reprise (25119) - Format: CD, LP                           | - Wydany: listopad 1984 - Wytwórnia: Polydor (823 704-1) - Format: CD, LP      | 157       | –         | –         |                                                 |
| 1989                                                        | The Essential Jimi Hendrix Volumes One and Two                                                     | The Essential Jimi Hendrix Volumes One and Two                                 | –         | –         | –         |                                                 |
| 1989                                                        | - Wydany: listopad 1989 - Wytwórnia: Reprise (26035-2) - Format: 2CD                               | Niewydany                                                                      | –         | –         | –         |                                                 |
| 1990                                                        | Cornerstones: 1967–1970                                                                            | Cornerstones: 1967–1970                                                        | –         | –         | [ 99 ]    | - UK: Złoto                                     |
| 1990                                                        | Niewydany                                                                                          | - Wydany: 22 października 1990 - Wytwórnia: Polydor (847 231) - Format: CD, LP | –         | –         | [ 99 ]    | - UK: Złoto                                     |
| 1990                                                        | Lifelines: The Jimi Hendrix Story                                                                  | Lifelines: The Jimi Hendrix Story                                              | 174       | –         | –         |                                                 |
| 1990                                                        | - Wydany: 27 listopada 1990 - Wytwórnia: Reprise (9 26435-2) - Format: Box set 4CD                 | Niewydany                                                                      | 174       | –         | –         |                                                 |
| 1992                                                        | The Ultimate Experience                                                                            | The Ultimate Experience                                                        | 72        | 25        | [ 102 ]   | - USA: 3x Platyna - CAN: 2x Platyna - UK: Złoto |
| 1992                                                        | - Wydany: 1993 - Wytwórnia: MCA (10829) - Format: CD, LP                                           | - Wydany: 2 listopada 1992 - Wytwórnia: Polydor (517 235-2) - Format: CD, LP   | 72        | 25        | [ 102 ]   | - USA: 3x Platyna - CAN: 2x Platyna - UK: Złoto |
| 1993                                                        | The Experience Collection                                                                          | The Experience Collection                                                      | –         | –         | –         |                                                 |
| 1993                                                        | - Wydany: 1993 - Wytwórnia: MCA (MCAD4-10936) - Format: Box set 4CD                                | Niewydany                                                                      | –         | –         | –         |                                                 |
| 1994                                                        | Blues                                                                                              | Blues                                                                          | 45        | 10        | [ 105 ]   | - USA: Platyna - CAN: Złoto                     |
| 1994                                                        | - Wydany: 26 kwietnia 1994 - Wytwórnia: MCA (MCAD-11060) - Format: CD                              | - Wydany: 18 kwietnia 1994 - Wytwórnia: Polydor (521 037-2) - Format: CD       | 45        | 10        | [ 105 ]   | - USA: Platyna - CAN: Złoto                     |
| 1997                                                        | Experience Hendrix: The Best of Jimi Hendrix                                                       | Experience Hendrix: The Best of Jimi Hendrix                                   | 133       | 10        | [ 107 ]   | - USA: 2x Platyna - UK: Złoto - NOR: Złoto      |
| 1997                                                        | - Wydany: 16 września 1997 - Wytwórnia: MCA (MCAD 11761) - Format: CD, LP                          | - Wydany: 1997 - Wytwórnia: MCA - Format: CD, LP                               | 133       | 10        | [ 107 ]   | - USA: 2x Platyna - UK: Złoto - NOR: Złoto      |
| 2000                                                        | The Jimi Hendrix Experience                                                                        | The Jimi Hendrix Experience                                                    | 78        | –         | [ 109 ]   | - USA: Platyna - UK: Srebro                     |
| 2000                                                        | - Wydany: 12 września 2000 - Wytwórnia: MCA (112 316-2) - Format: Box set 4CD, 8LP                 | - Wydany: 2000 - Wytwórnia: MCA - Format: Box set 4CD, 8LP                     | 78        | –         | [ 109 ]   | - USA: Platyna - UK: Srebro                     |
| 2001                                                        | Voodoo Child: The Jimi Hendrix Collection                                                          | Voodoo Child: The Jimi Hendrix Collection                                      | 112       | 10        | –         | - USA: Złoto - UK: Srebro                       |
| 2001                                                        | - Wydany: 8 maja 2001 - Wytwórnia: MCA/Universal (088 112 603-2) - Format: 2CD                     | - Wydany: 2001 - Wytwórnia: MCA (170 322-2) - Format: 2CD                      | 112       | 10        | –         | - USA: Złoto - UK: Srebro                       |
| 2003                                                        | The Singles Collection                                                                             | The Singles Collection                                                         | –         | –         | –         |                                                 |
| 2003                                                        | - Wydany: 2003 - Wytwórnia: MCA - Format: Box set 10CD                                             | - Wydany: 2003 - Wytwórnia: MCA - Format: Box set 10CD                         | –         | –         | –         |                                                 |
| 2003                                                        | Martin Scorsese Presents the Blues: Jimi Hendrix                                                   | Martin Scorsese Presents the Blues: Jimi Hendrix                               | –         | –         | [ 113 ]   |                                                 |
| 2003                                                        | - Wydany: 16 września 2003 - Wytwórnia: MCA (B0000698-02) - Format: CD                             | - Wydany: 2003 - Wytwórnia: MCA - Format: CD                                   | –         | –         | [ 113 ]   |                                                 |
| 2010                                                        | Fire: The Jimi Hendrix Collection                                                                  | Fire: The Jimi Hendrix Collection                                              | –         | 29        | –         |                                                 |
| 2010                                                        | - Wydany: 7 czerwca 2010 - Wytwórnia: Legacy (8869-773857-2) - Format: CD                          | - Wydany: 2010 - Wytwórnia: Sony - Format: CD                                  | –         | 29        | –         |                                                 |
| 2010                                                        | West Coast Seattle Boy: The Jimi Hendrix Anthology                                                 | West Coast Seattle Boy: The Jimi Hendrix Anthology                             | –         | –         | [ 116 ]   |                                                 |
| 2010                                                        | - Wydany: 16 listopada 2010 - Wytwórnia: Legacy (88697 77037 2) - Format: Box set 4CD, 8LP, + 1DVD | - Wydany: 2011 - Wytwórnia: Sony - Format: Box set 4CD, 8LP, + 1DVD            | –         | –         | [ 116 ]   |                                                 |
| „–” oznacza że album nie był notowany/wydany w danym kraju. | |                                                                                |           |           |           |                                                 |

## Single
| Rok                                      | Szczegóły | Notowania | Notowania | Notowania | Album                                            |
| Rok                                      | Szczegóły | USA       | UK        | Inne      | Album                                            |
| ---------------------------------------- | --- | --------- | --------- | --------- | ------------------------------------------------ |
| 1970                                     | „Voodoo Chile” / „Hey Joe” & „All Along the Watchtower” - Wydany: 23 października 1970 (UK) - Wytwórnia: Track (2095 001) - Format: 7-calowy maxi single                                                    | –         | 1         | [ 119 ]   | Electric Ladyland, Are You Experienced           |
| 1971                                     | „Freedom” / „Angel” - Wydany: 8 marca 1971 (USA) - Wytwórnia: Reprise(1000) - Format: 7-calowy singiel | 59        | –         | [ 120 ]   | The Cry of Love                                  |
| 1971                                     | „Angel” / „Night Bird Flying” - Wydany: 1971 (UK) - Wytwórnia: Track (2094 007) - Format: 7-calowy singiel                                                                                                  | –         | –         | –         | The Cry of Love                                  |
| 1971                                     | „Dolly Dagger” / „The Star-Spangled Banner” - Wydany: październik 1971 (USA) - Wytwórnia: Reprise (1044) - Format: 7-calowy singiel                                                                         | 74        | –         | [ 122 ]   | Rainbow Bridge                                   |
| 1971                                     | „Gypsy Eyes” / „Remember” / „Purple Haze” / „Stone Free” - Wydany: październik 1971 (UK) - Wytwórnia: Track (2094010) - Format: 7-calowy maxi single                                                        | –         | 35        | –         | Electric Ladyland, Are You Experienced           |
| 1972                                     | „Johnny B. Goode” / „Lover Man” - Wydany: 1972 (UAS) - Wytwórnia: Reprise (REP 1082) - Format: 7-calowy singiel                                                                                             | –         | –         | –         | Hendrix in the West                              |
| 1972                                     | „Johnny B. Goode” / „Little Wing” - Wydany: styczeń 1972 (UK) - Wytwórnia: Polydor (2001-277) - Format: 7-calowy singiel                                                                                    | –         | 35        | [ 124 ]   | Hendrix in the West                              |
| 1972                                     | „The Wind Cries Mary” / „Little Wing” - Wydany: 1972 (USA) - Wytwórnia: Reprise (REP 1118) - Format: 7-calowy singiel                                                                                       | –         | –         | –         | Hendrix in the West                              |
| 1973                                     | „Hear My Train a Comin’” / „Rock Me Baby” - Wydany: sierpień 1973 (UK) - Wytwórnia: Reprise (K 14286) - Format: 7-inch                                                                                      | –         | –         | –         | Soundtrack Recordings from the Film Jimi Hendrix |
| 1982                                     | „Fire” / „Little Wing” - Wydany: 1982 (USA) - Wytwórnia: Reprise (7-29845) - Format: 7-calowy singiel | –         | –         | –         | The Jimi Hendrix Concerts                        |
| 1982                                     | „Fire” / „Are You Experienced?” - Wydany: 1982 (UK) - Wytwórnia: CBS (CBS A2749) - Format: 7-calowy singiel                                                                                                 | –         | –         | –         | The Jimi Hendrix Concerts                        |
| 1990                                     | „Crosstown Traffic” / „Voodoo Chile” - Wydany: 2 kwietnia 1990 (UK) - Wytwórnia: Polydor (P 71) - Format: 7 i 12-calowy singiel, CD - Adnotacja: Dodatkowe utwory znajdują się na innych nośnikach          | –         | 61        | –         | Electric Ladyland                                |
| 1990                                     | „All Along the Watchtower” / „Voodoo Chile” / „Hey Joe” - Wydany: 1990 (UK) - Wytwórnia: Polydor (P 100) - Format: 7 i 12-calowy singiel, CD - Adnotacja: Dodatkowe utwory znajdują się na innych nośnikach | –         | 52        | –         | Electric Ladyland                                |
| 1997                                     | „Dolly Dagger” / „Night Bird Flying” - Wydany: 1997 - Wytwórnia: MCA (MCA7P-55336) - Format: CD | –         | –         | –         | First Rays of the New Rising Sun                 |
| 1999                                     | „The Star-Spangled Banner” / „Purple Haze” - Wydany: 1999 - Wytwórnia: MCA (MCA13487) - Format: CD | –         | –         | –         | Live at Woodstock                                |
| 2010                                     | „Valleys of Neptune” / „Cat Talkin’ to Me” - Wydany: 2010 - Wytwórnia: Legacy (8697 64358 7) - Format: CD                                                                                                   | –         | –         | [ 134 ]   | Valleys of Neptune                               |
| 2010                                     | „Bleeding Heart” / „Jam 292” - Wydany: 2010 - Wytwórnia: Legacy (8697 72972 7) - Format: CD, 7-calowy singiel                                                                                               | –         | –         | –         | Valleys of Neptune                               |
| 2010                                     | „Love or Confusion” / „12 Bar with Horns” - Wydany: 2010 - Wytwórnia: Legacy (8697 77217 2) - Format: CD | –         | –         | [ 138 ]   | West Coast Seattle Boy                           |
| 2011                                     | „Fire” / „Touch You” - Wydany: 2011 - Wytwórnia: Legacy (8697 8581 7) - Format: CD | –         | –         | –         | West Coast Seattle Boy                           |
| 2011                                     | „Johnny B. Goode” / „Purple Haze” - Wydany: 2011 - Label: Legacy (8697 93621 7) - Format: CD | –         | –         | –         | Hendrix in the West                              |
| 2011                                     | „Like a Rolling Stone” / „Spanish Castle Magic” - Wydany: 2011 - Wytwórnia: Legacy (8869 793620 2) - Format: CD                                                                                             | –         | –         | –         | Winterland                                       |
| 2012                                     | „Can You Please Crawl Out Your Window?” / „Burning of the Midnight Lamp” - Wydany: 2012 - Wytwórnia: Sundazed/Experience Hendrix (S 230) - Format: CD, 7-calowy singiel                                     | –         | –         | –         | BBC Sessions                                     |
| 2012                                     | „Come On (Let The Good Times Roll)” / „Calling All the Devil’s Children” - Wydany: 2012 - Wytwórnia: Sundazed/Experience Hendrix (S 256) - Format: CD, 7-calowy                                             | –         | –         | –         | Electric Ladyland, West Coast Seattle Boy        |
| 2013                                     | „Somewhere” / „Foxy Lady” - Wydany: 2013 - Wytwórnia: Legacy (8876 543953 2) - Format: CD, 7-calowy singiel                                                                                                 | –         | –         | [ 146 ]   | People, Hell and Angels                          |
| 2013                                     | „Fire” / „Foxey Lady” - Wydany: 2013 - Wytwórnia: Legacy (88883791727) - Format: 7-calowy singiel | –         | –         | –         | Miami Pop Festival                               |
| 2013                                     | „Dolly Dagger” / „Star Spangled Banner” - Wydany: 2013 - Wytwórnia: Experience Hendrix (1044) - Format: 7-calowy singiel                                                                                    | –         | –         | –         | Rainbow Bridge                                   |
| 2015                                     | „Purple Haze” / „Freedom” - Wydany: 2015 - Wytwórnia: Legacy (88875073207) - Format: 7-inch single | –         | –         | –         | Freedom: Atlanta Pop Festival                    |
| 2018                                     | „Mannish Boy” / „Trash Man” - Wydany: 21 kwietnia 2018 (Record Store Day) - Wytwórnia: Legacy (19075836037) - Format: 7-calowy singiel                                                                      | –         | –         | –         | Both Sides of the Sky / Hear My Music            |
| „–” oznacza że singiel nie był notowany. | |           |           |           |                                                  |

## EP i specjalne wydania
| Rok  | Szczegóły | Lista utworów |
| ---- | --- | --- |
| 1974 | ...And a Happy New Year' - Wydany: grudzień 1974 (USA) - Wytwórnia: Reprise (PRO 595) - Format: 7-calowy singiel - Adnotacja: Nagranie reklamowe, reedycja w 1979 jako 12-calowy singiel (Reprise PRO-A 840); wydane komercyjnie w 1999 jako Merry Christmas and Happy New Year                                                                       | 1. „The Little Drummer Boy” / „Silent Night” / „Auld Lang Syne” 2. „Three Little Bears” 3. „The Little Drummer Boy” / „Silent Night” / „Auld Lang Syne” (extended version) |
| 1978 | Gloria - Wydany: lipiec 1978 (UK), Lipiec 1979 (USA) - Wytwórnia: Polydor (UK) (2612 034), Reprise (US) (EP 2293) - Format: 7 calowy maxi single - Adnotacja: Płyta dołączona do The Essential Jimi Hendrix (UK) i The Essential Jimi Hendrix Volume Two (USA)                                                                                        | 1. „Gloria” |
| 1980 | 6 Singles Pack - Wydano: 1980 (UK) - Wytwórnia: Polydor (260 8001) - Format: 7-calowy singiel - Adnotacja: Limitowana edycja, box set pierwszych 5 Brytyjskich singli plus „Voodoo Chile” / „Gloria” | 1. „Hey Joe” / „Stone Free” 2. „Purple Haze” / „51st Anniversary” 3. „The Wind Cries Mary” / „Highway Chile” 4. „Burning of the Midnight Lamp” / „The Stars That Play with Laughing Sam's Dice” 5. „All Along the Watchtower” / „Long Hot Summer Night” 6. „Voodoo Chile” / „Gloria”           |
| 1982 | All Along the Watchtower - Wydany: 1982 (UK) - Wytwórnia: Polydor (POSPX401) - Format: 12-calowy singiel | 1. „All Along the Watchtower” 2. „Foxy Lady” 3. „Purple Haze” 4. „Manic Depression” |
| 1982 | Voodoo Chile - Wydany: 1982 (UK) - Wytwórnia: Polydor (POSPX608) - Format: 12-calowy singiel | 1. „Voodoo Chile (Slight Return)”, 2. „Gypsy Eyes” 3. „Hey Joe” 4. „3rd Stone from the Sun” |
| 1988 | Day Tripper - Wydany: 1988 - Wytwórnia: Rykodisc (RCD31-008) - Format: CD - Adnotacja: Płyta promująca Radio One, obecnie na BBC Sessions | 1. „Day Tripper” 2. „Drivin’ South” 3. „Hear My Train a Comin’” |
| 1988 | The Peel Sessions - Wydany: 1988 (UK) - Wytwórnia: Strange Fruit (SFPSCD065) - Format: CD - Adnotacja: 5 utworów z Top Gear programu radiowego Johna Peela, obecnie na BBC Sessions | 1. „Radio One Theme” 2. „Day Tripper” 3. „Wait Until Tomorrow” 4. „Hear My Train a Comin’” 5. „Spanish Castle Magic” |
| 1989 | Radio Radio - Wydany: 1989 - Wytwórnia: Rykodisc (PRO-00785) - Format: CD - Adnotacja: Płyta promująca dla Radio One, obecnie na BBC Sessions | 1. „Day Tripper” 2. „Hoochie Koochie Man” 3. „Hound Dog” 4. „Hear My Train a Comin’” 5. „Stone Free” |
| 1989 | Purple Haze - Wydany: 6 lutego 1989 (UK) - Wytwórnia: Polydor (P 33) - Format: 7 i 12-calowe single, CD - Adnotacja: Płyta promująca The Singles Album reedycja; dodatkowe utwory na innych formatach | 1. „Purple Haze” 2. „51st Anniversary” |
| 1990 | Between the Lines - Wydany: 1990 (USA) - Wytwórnia: Reprise (PRO-CD 4541) - Format: CD - Notes: Płyta promująca Lifelines: The Jimi Hendrix Story | 1. Jimi Hendrix Narration 2. „Hey Joe” 3. „I'm a Man” 4. Pete Townshend and Eric Clapton Narration / „Red House” 5. Jimi Hendrix Narration / „Drivin’ South” 6. „The Things That I Used to Do” 7. „1983... (A Merman I Should Turn to Be)” 8. „Purple Haze” 9. „Rainy Day Shuffle” 10. „Angel” |
| 1991 | Stages '67 – '70 Sampler - Wydany: 1990 - Wytwórnia: Reprise (PRO-CD 5194) - Format: CD - Adnotacja: Płyta promująca Stages | 1. „Hey Joe” 2. „Burning of the Midnight Lamp” 3. „Purple Haze” 4. „The Wind Cries Mary” 5. „Red House” 6. „Voodoo Child (Slight Return)” 7. „Spanish Castle Magic 8. „Hear My Train a Comin’”                                                                                                 |
| 1991 | Jimi Plays Berkeley - Wydany: 1991 - Wytwórnia: BMG (791 168) - Format: CD - Notes: CD dołączone do video Jimi Plays Berkeley | 1. „Freedom” 2. „Red House” 3. „Ezy Ryder” |
| 1992 | Live at Winterland + 3 - Wydany: 1992 (USA) - Wytwórnia: Rykodisc (RCD2038/+3) - Format: CD - Notes: Wydane z Live at Winterland box set w 1992, obecnie na Winterland | 1. „Are You Experienced?” 2. „Voodoo Chile” 3. „Like a Rolling Stone” |
| 1992 | The Wind Cries Mary - Wydany: 1992 (UK) - Wytwórnia: Polydor (863917-1) - Format: 12-calowy singiel - Adnotacja: 3 utwory z The Ultimate Experience | 1. „The Wind Cries Mary” 2. „Fire” 3. „Foxy Lady” 4. „May This Be Love” |
| 1995 | Stepping Stone - Wydany: 1995 (USA) - Wytwórnia: MCA (MCA5P-3357) - Format: CD - Adnotacja: Płyta promocyjna Voodoo Soup, obecnie na First Rays of the New Rising Sun | 1. „Stepping Stone” |
| 1997 | Jimi Hendrix - Wydany: 1997 (USA) - Wytwórnia: MCA (MCA5P-4079) - Format: CD - Adnotacja: Płyta promocyjna firmy Fender; utwory z South Saturn Delta, First Rays of the New Rising Sun, i Are You Experienced | 1. „Power of Soul” 2. „Freedom” 3. „Foxy Lady” |
| 1998 | BBC Sessions - Wydany: 1998 - Wytwórnia: MCA (MCA5P-4167) - Format: CD - Adnotacja: Płyta promująca BBC Sessions | 1. „Foxy Lady” 2. „Hey Joe” 3. „Love or Confusion” 4. „Little Miss Lover” 5. „Can You Please Crawl Out Your Window?” 6. „(I’m Your) Hoochie Coochie Man” 7. „Day Tripper” 8. „Voodoo Child (Slight Return)”                                                                                    |
| 1999 | Get DMXperienced - Wydany: 1999 (US) - Wytwórnia: Universal (31 4564998-2) - Format: CD - Adnotacja: Płyta promująca firmy Reebok | 1. „Are You Experienced?” 2. „Fire” 3. „The Star-Spangled Banner” |
| 1999 | Live at the Fillmore East - Wydany: 1999 - Wytwórnia: MCA (MCA5P-4319) - Format: CD - Notes: Płyta promująca Live at the Fillmore East | 1. „Stepping Stone” 2. „Machine Gun” 3. „Changes” 4. „Who Knows” |
| 1999 | Machine Gun - Wydany: 1999 (US) - Wytwórnia: MCA (MCA5P-4320) - Format: CD - Adnotacja: Płyta promująca Sam Goody i Guitar World | 1. „Machine Gun” |
| 1999 | Live at Woodstock - Wydany: 1999 - Wytwórnia: MCA (MCA5P-4372) - Format: 7-calowy singiel, CD - Adnotacja: Płyta promująca Live at Woodstock, CD ma dodatkowy utwór – „Spanish Castle Magic” | 1. „The Star-Spangled Banner” 2. „Purple Haze” |
| 1999 | Merry Christmas and Happy New Year - Wydany: 1999 - Wytwórnia: MCA (088 155 651) - Format: CD, 10-calowy singiel - Adnotacje: Komercyjne wydanie z 1974 ...And a Happy New Year, miejsce #10 w 1999 i #16 w 2000 w Kanadzie; reedycja z 2010 z 2 utworami i inną okładką (Legacy 88697-77228-1), 4. miejsce w 2010 na Billboard Overall Singles chart | 1. „The Little Drummer Boy” / „Silent Night” / „Auld Lang Syne” 2. „Three Little Bears” 3. „The Little Drummer Boy” / „Silent Night” / „Auld Lang Syne” (extended version) |
| 2000 | The Jimi Hendrix Experience - Wydany: 2000 (UK) - Wytwórnia: MCA (JHPRO1) - Format: CD - Adnotacja: Płyta promująca The Jimi Hendrix Experience box set | 1. „Purple Haze” 2. „Little Miss Lover” 3. „Spanish Castle Magic” 4. „Lover Man” |
| 2000 | The Jimi Hendrix Experience - Wydany: 2000 (US) - Wytwórnia: MCA (JHPRO2) - Format: CD - Adnotacja: Płyta promująca The Jimi Hendrix Experience box set | 1. „Purple Haze” 2. „Little Wing” 3. „Sgt. Peppers Lonely Hearts Club” 4. „Stone Free” 5. „Gloria” 6. „It’s Too Bad” 7. „Lover Man” 8. „All Along the Watchtower” |
| 2002 | Voodoo Child: The Jimi Hendrix Collection - Wydany: 2002 - Wytwórnia: MCA (JH01) - Format: CD - Adnotacja: Płyta promująca Voodoo Child: The Jimi Hendrix Collection | 1. „Purple Haze” 2. „Hey Joe” 3. „Crosstown Traffic” 4. „Third Stone from the Sun” |
| 2006 | Jimi Hendrix: 10 Tracks Performed Live at the Royal Albert Hall - Wydany: 26 września 2006 (UK) - Wydawca: The Sunday Times - Format: CD - Adnotacja: CD sprzedawane wraz z gazetą | 1. „Little Wing” 2. „Voodoo Chile” 3. „Room Full of Mirrors” 4. „Fire” 5. „Purple Haze” 6. „Wild Thing” 7. „Bleeding Heart” 8. „Sunshine of Your Love” 9. „Hey Joe” 10. „Foxy Lady” |
| 2011 | San Francisco 1968 - Wydany: 2011 - Wytwórnia: Dagger (8869 794682 2) - Format: CD - Adnotacja: Dołączony do niektórych albumów Winterland, zawartość z płyty Paris 1967/San Francisco 1968 | 1. „Killing Floor” 2. „Red House” 3. „Catfish Blues” 4. „Dear Mr. Fantasy (Part One)” 5. „Dear Mr. Fantasy (Part Two)” |

## Oficjalne bootlegi

### Wydawnictwa Dagger Records
Dagger Records zostało założone w 1998 przez Experience Hendrix aby wydawać „oficjalne bootlegi” – albumy które nie spełniają kryteriów nagrań i standardów „mainstreamowych” wydawnictw
| Rok  | Title                          | Details |
| ---- | ------------------------------ | --- |
| 1998 | Live at the Oakland Coliseum   | Występ z 27 kwietnia 1969 roku w Oakland Coliseum Oakland, Kalifornia                                                   |
| 1999 | Live at Clark University       | Występ z 15 marca 1968 na Clark University Worcester, Massachusetts                                                     |
| 2000 | Morning Symphony Ideas         | Dema i niedokończone piosenki nagrane pomiędzy 1969 a 1970                                                              |
| 2000 | Live in Ottawa                 | Występ z 19 marca 1968 roku w Capitol Theatre Ottawa, Kanada                                                            |
| 2002 | The Baggy’s Rehearsal Sessions | 18-19 grudnia 1969, Band of Gypsys próby w Baggy’s Studio w Nowym Jorku                                                 |
| 2003 | Paris 1967/San Francisco 1968  | Występy z 9 października 1967 w Olympii w Paryżu i 4 lutego 1968, w Winterland w San Francisco                          |
| 2004 | Hear My Music                  | Nagrania z lutego-kwietnia 1969, jamy i niedokończone piosenki nagrywane w Nowym Jorku i Londynie                       |
| 2005 | Live at the Isle of Fehmarn    | 6 września 1970, występ na Open Air Love & Peace Festival na wyspie Fehmarn, RFN                                        |
| 2006 | Burning Desire                 | Sesje Band of Gypsys listopad – 1969 – styczeń 1970 jamy i niedokończone piosenki, nagrane w Record Plant w Nowym Jorku |
| 2008 | Live in Paris & Ottawa 1968    | Występ w Paryskiej Olympii z 29 stycznia 1968 roku. Drugi występ w Ottawie z 19 marca 1968 roku.                        |
| 2009 | Live at Woburn                 | 6 lipca 1968 występ na Woburn Music Festival w Woburn, Bedfordshire, UK                                                 |
| 2012 | Live in Cologne                | 13 stycznia 1969, występ w Sporthalle, Kolonia, RFN                                                                     |

### Strona Experience Hendrix
Wiele amatorskich nagrań jest udostępnionych za darmo na oficjalnej stronie Hendrixa. Na 11 września 2020 roku, dostępne były następujące:
| Data występu         | Miejsce/Hala                 | Miasto                |
| -------------------- | ---------------------------- | --------------------- |
| 14 lutego 1968       | Regis College Fieldhouse     | Denver, Kolorado      |
| 14 lutego 1968       | Dallas State Fair Music Hall | Dallas, Teksas        |
| 18 lutego 1968       | Houston Music Hall           | Houston, Teksas       |
| 1 grudnia 1968       | Chicago Coliseum             | Chicago               |
| 17 stycznia 1969     | Jahrhunderthalle             | Frankfurt, RFN        |
| 18 maja 1969         | Madison Square Garden        | Nowy Jork             |
| 29 czerwca 1969      | Denver Pop Festival          | Denver, Kolorado      |
| 18 – 19 grudnia 1969 | Baggy’s Studio               | Nowy Jork             |
| 25 kwietnia 1970     | Los Angeles Forum            | Inglewood, Kalifornia |
| 7 czerwca 1970       | Assembly Center Arena        | Tulsa, Oklahoma       |
| 13 czerwca 1970      | Baltimore Civic Center       | Baltimore, Maryland   |

## Hendrix jako akompaniator

### Albumy jako sideman i gościnnie
| Rok                                                         | Artysta                     | Tytuł | Utwory (gra na gitarze, chyba że zaznaczono inaczej – tylko utwory w których bierze udział)                            | Peak chart positions | Peak chart positions |
| Rok                                                         | Artysta                     | Tytuł | Utwory (gra na gitarze, chyba że zaznaczono inaczej – tylko utwory w których bierze udział)                            | USA                  | UK                   |
| ----------------------------------------------------------- | --------------------------- | --- | --- | -------------------- | -------------------- |
| 1970                                                        | Stephen Stills              | Stephen Stills - Wydany: listopad 1970 - Wytwórnia: Atlantic (SD 7202) - Format: LP                                  | „Old Times Good Times”                                                                                                 | 3                    | 8                    |
| 1970                                                        | Love                        | False Start - Wydany: grudzień 1970 - Wytwórnia: Blue Thumb (8104) - Format: LP                                      | „Everlasting First” | 184                  | –                    |
| 1971                                                        | Lonnie Youngblood           | Two Great Experiences Together - Wydany: marzec 1971 - Wytwórnia: Maple (LPM 6004) - Format: LP                      | „Wipe the Sweat”, „Goodbye, Bessie Mae”, „Soul Food (That’s a What I Like)”, „Under the Table”                         | 127                  | –                    |
| 1971                                                        | The Isley Brothers          | In the Beginning - Wydany: 1971 - Wytwórnia: T-Neck (TNS 3007) - Format: LP                                          | „Move Over and Let Me Dance”, „Have You Ever Been Disappointed?”, „Testify”, „The Last Girl”, and „Looking for a Love” | –                    | –                    |
| 1972                                                        | Little Richard              | Friends from the Beginning – Little Richard and Jimi Hendrix - Wydany: 1972 - Wytwórnia: Ala (ALA 1972) - Format: LP | Bez udziału Hendrixa, wykorzystano tylko jego wizerunek na okładce                                                     | –                    | –                    |
| 1972                                                        | Lonnie Youngblood           | Rare Hendrix - Wydany: lipiec 1972 - Wytwórnia: Trip (TLP-9500) - Format: LP                                         | „Go Go Shoes” & „Go Go Place”                                                                                          | 82                   | –                    |
| 2015                                                        | Curtis Knight & the Squires | You Can’t Use My Name: The RSVP/PPX Sessions - Wydany: 24 marca 2015 - Label: Legacy - Format: CD, LP                | Wszystkie utwory | –                    | –                    |
| 2017                                                        | Curtis Knight               | Live at George’s Club 20 1965 & 1966 - Wydany: 28 lutego 2017 - Label: Dagger - Format: CD, 2LP                      | all tracks | –                    | –                    |
| 2020                                                        | Curtis Knight & the Squires | No Business: The PPX Sessions Volume 2 - Wydany: 23 października 2020 - Wytwórnia: Dagger - Format: 2CD, 2LP         | all tracks | –                    | –                    |
| „–” oznacza że album nie był notowany/wydany w danym kraju. |                             | | |                      |                      |

### Single jako sideman i gościnnie
| Rok                                      | Artysta                     | Tytuł | Notowania | Notowania | Pośmiertny album Hendrixa                          |
| Rok                                      | Artysta                     | Tytuł | USA       | UK        | Pośmiertny album Hendrixa                          |
| ---------------------------------------- | --------------------------- | --- | --------- | --------- | -------------------------------------------------- |
| 1970                                     | Love                        | „Everlasting First” / nie występuje na stronie B - Wydany: - Wytwórnia: Blue Thumb (7116) - Format: 7-calowe LP                                    | –         | –         | West Coast Seattle Boy: The Jimi Hendrix Anthology |
| 1970                                     | Curtis Knight & the Squires | „Ballad of Jimi” / "Gloomy Monday" - Wydany: 16 października 1970 - Wytwórnia: London UK (HLZ 10321) - Format: 7-calowy singiel                    | –         | –         | You Can’t Use My Name: The RSVP/PPX Sessions       |
| 1971                                     | The Squires                 | „No Such Animal Part 1” / „No Such Animal Part 2” - Wydany: luty 1971 - Wytwórnia: RCA UK (2033) - Format: 7-calowy singiel                        | –         | –         | You Can’t Use My Name: The RSVP/PPX Sessions       |
| 1984                                     | Lightnin’ Rod               | „Doriella Du Fontaine” / „Doriella Du Fontaine (instrumental)” - Wydany: lipiec 1984 - Wytwórnia: Celluloid (CART 232) - Format: 12-calowy singiel | –         | –         | none                                               |
| „–” oznacza że singiel nie był notowany. |                             | |           |           |                                                    |